# Пйотрово-Трояни
Пйотрово-Трояни (пол. Piotrowo-Trojany) — село в Польщі, у гміні Ботьки Більського повіту Підляського воєводства.
Населення — 60 осіб (2011).
У 1975-1998 роках село належало до Білостоцького воєводства.

## Демографія
Демографічна структура станом на 31 березня 2011 року:
|          | Загалом | Допрацездатний вік | Працездатний вік | Постпрацездатний вік |
| -------- | ------- | ------------------ | ---------------- | -------------------- |
| Чоловіки | 33      | 3                  | 19               | 11                   |
| Жінки    | 27      | 6                  | 9                | 12                   |
| Разом    | 60      | 9                  | 28               | 23                   |